# Agrilus walsinghami
Agrilus walsinghami är en skalbaggsart som beskrevs av George Robert Crotch 1873. Agrilus walsinghami ingår i släktet Agrilus och familjen praktbaggar. Inga underarter finns listade i Catalogue of Life.